# 정포항 (남해군)
정포항(井浦港)은 경상남도 남해군 서면 정포리, 정포마을 인근에 있는 어항이다. 2002년 8월 6일 어촌정주어항으로 지정하여 관리하고 있다. 시설관리자는 남해군수이다.

## 어항 연혁
- 마을 이름을 처음에는 우물개로 불리다가 1800년경 정포(井浦)로 유래되었다.

## 어항 시설
- 방파제 L=0m, B=0m, 선착장 L=198m, B=5.0m, 물량장 L=0m, B=0m, 호안 L=500m, B=4.0m

## 주요 어종
- 감성돔, 농어, 노래미, 도다리, 해삼 등